# Ali Hussein Rehema
Ali Hussein Rehema Al-Muttairigaili (Kerbela, 8 agosto 1985) è un calciatore iracheno, centrocampista dell'Al-Wakra e della Nazionale irachena.